# The Serendipity Singers
The Serendipity Singers waren eine US-amerikanische Folk-Band.

## Geschichte
Die Gesangsformation gründete sich im Jahr 1964 an der Universität von Colorado. Sie hatten Charterfolge im Jahr 1964 mit Don't Let the Rain Come Down Platz 6, mit Beans in My Ears Platz 30 und mit Down Where the Winds Blow Platz 112. Im Jahr 1965 konnten sie mit Little Brown Jug Platz 124 und mit Plastic Platz 118 erreichen. Danach blieben Erfolge aus und die Gruppe löste sich auf.

## Diskografie (Auswahl)

### Alben
- 1964: The Serendipity Singers
- 1964: The Many Sides of the Serendipity Singers
- 1965: Take Your Shoes Off with the Serendipity Singers
- 1965: We Belong Together
- 1965: The Serendipity Singers Sing of Love, Lies, and Flying Festoons .... and other songs by Shel Silversteen
- 1965: The Serendipity Singers on Tour
- 1965: The Serendipity Singers Chantent en Français
- 1967: The Way West
- 1968: Love Is a State of Mind
- 1974: The Serendipity Singers Play the Palace
- 1974: Musical Postcard From Vail